# Possession Island (Antarktika)
Possession Island (von englisch possession ‚Besitz, Eigentum‘) ist eine Insel im Rossmeer vor der Borchgrevink-Küste des ostantarktischen Viktorialands. Sie ist die nördlichste und größte Insel der Gruppe der Possession Islands südöstlich der Adare-Halbinsel.
Entdeckt wurde sie bei der Antarktisexpedition (1839–1843) des britischen Polarforschers James Clark Ross. Dieser erinnerte mit der Benennung an die Inbesitznahme der Insel für das Britische Weltreich durch das Hissen des Union Jack am 12. Januar 1841.